# Division de Sandakan
La Division de Sandakan (en malais, Bahagian Sandakan) est une division administrative de l'État de Sabah en Malaisie. Elle occupe la partie entre le nord-est et le centre du territoire de Sabah. Avec une superficie de 28 205 km2, elle occupe 38,3 % du Sabah. Avec ses 676 000 habitants elle comprend environ 19,4 % de la population de l'État, la plupart étant des Chinois, des Orang Sungai, des Kadazan-Dusun, des Tausūg et des Bajau. La division est elle-même divisée en districts, ceux de Beluran, de Kinabatangan, de Sandakan, de Telupid et de Tongod.
Les principales villes sont celles auxquelles les districts empruntent leur nom. Le port de Sandakan est le deuxième plus grand port de Sabah après celui de Kota Kinabalu. Le port est la principale source de l'exportation du bois de la région. L'aéroport de Sandakan dessert principalement la division de Sandakan.

## Districts
La Division de la côte occidentale est elle-même divisée en 7 districts suivants :
| Nom                      | Surface    | Capitale     |
| ------------------------ | ---------- | ------------ |
| District de Beluran      | 8 345 km2  | Beluran      |
| District de Kinabatangan | 8 000 km2  | Kinabatangan |
| District de Sandakan     | 2 266 km2  | Sandakan     |
| District de Telupid      | 1 935 km2  | Telupid      |
| District de Tongod       | 10 052 km2 | Tongod       |

## Membres du parlement
| Parlement         | Membre               | Parti     |
| ----------------- | -------------------- | --------- |
| P183 Beluran      | Ronald Kiandee       | PN (PPBM) |
| P184 Libaran      | Zakaria Edris        | PN (PPBM) |
| P185 Batu Sapi    | Poste vacant         | NC        |
| P186 Sandakan     | Vivian Wong Shir Yee | PH (DAP)  |
| P187 Kinabatangan | Bung Mokhtar Radin   | BN (UMNO) |

## Histoire
La division actuelle de l'État de Sabah est largement héritée de la division du North Borneo Chartered Company. Après l'acquisition du Bornéo du Nord par charte royale en 1881, la division administrative est confiée au baron von Overbeck puis poursuivie par la création de deux résidences : la West Coast Residency et la East Coast Residensy. Le siège des deux résidences se trouve à Sandakan, où le gouverneur est basé. Chaque résidence est ensuite divisée en plusieurs provinces gérées par un officier de district.
Au fur et à mesure que le Bornéo du Nord ne s'étend, le nombre de résidences est passée à cinq : la Tawau Residency (ou East Coast Residency), la Sandakan Residency, la West Coast Residency, la Kudat Residency et la Interior Residency. Les différentes provinces sont d'abord nommée d'après les membres du bureau d'administration : Alcock, Cunlife, Dewhurst, Keppel, Dent, Martin, Elphinstone, Myburgh et Mayne. Les résidents de première classe occupaient les résidences de Sandakan et de la côte occidentale, alors que les résidents de seconde classe occupaient les trois autres résidences. Les résidences de Sandakan et de la côte occidentale sont alors membres du Conseil législatif, l'Assemblée législative de la compagnie.
La subdivision en résidences est maintenue lorsque le Bornéo du Nord devient une Colonie de la Couronne après la Seconde Guerre mondiale. Le 16 septembre 1963 avec la formation de la Malaisie, le Bornéo du Nord, devenu l’État de Sabah, reforme sa structure administrative par le biais de l'Ordonnance sur les Unités Administratives. En même temps, le gouverneur de Sabah, le chef de l’État de Sabah, est autorisé par proclamation à diviser l'État en Divisions et en Districts. L'abolition du terme de Résidence en faveur de la Division a eu lieu en 1976.
Aujourd'hui, la Division n'a qu'une signification formelle et ne constitue plus son propre niveau administrative. La Résidence est également abolie, l'administration municipale de Sabah étant aux mains des officiers de district.

### Liens connexes
- Division de Malaisie orientale